# Knygnešiai

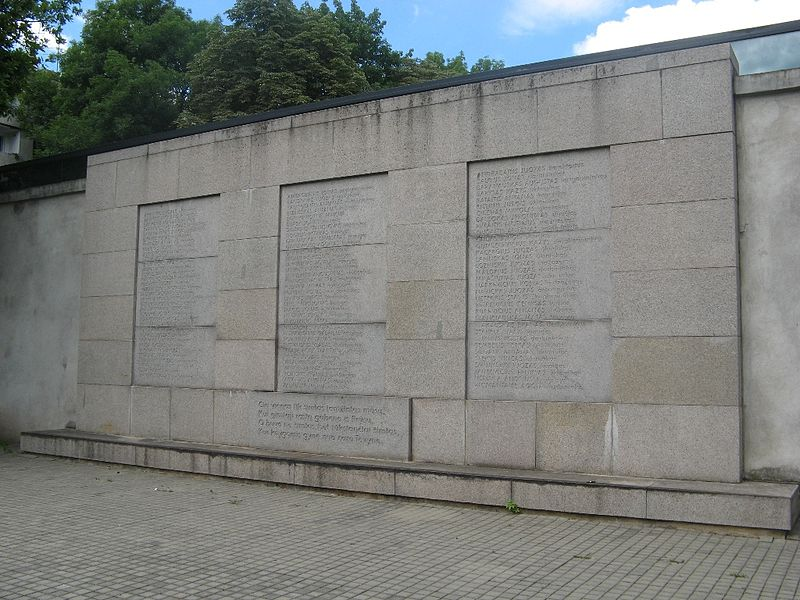
Emlékfal Kaunasban a Vytautas Hadtörténeti Múzeum parkjában

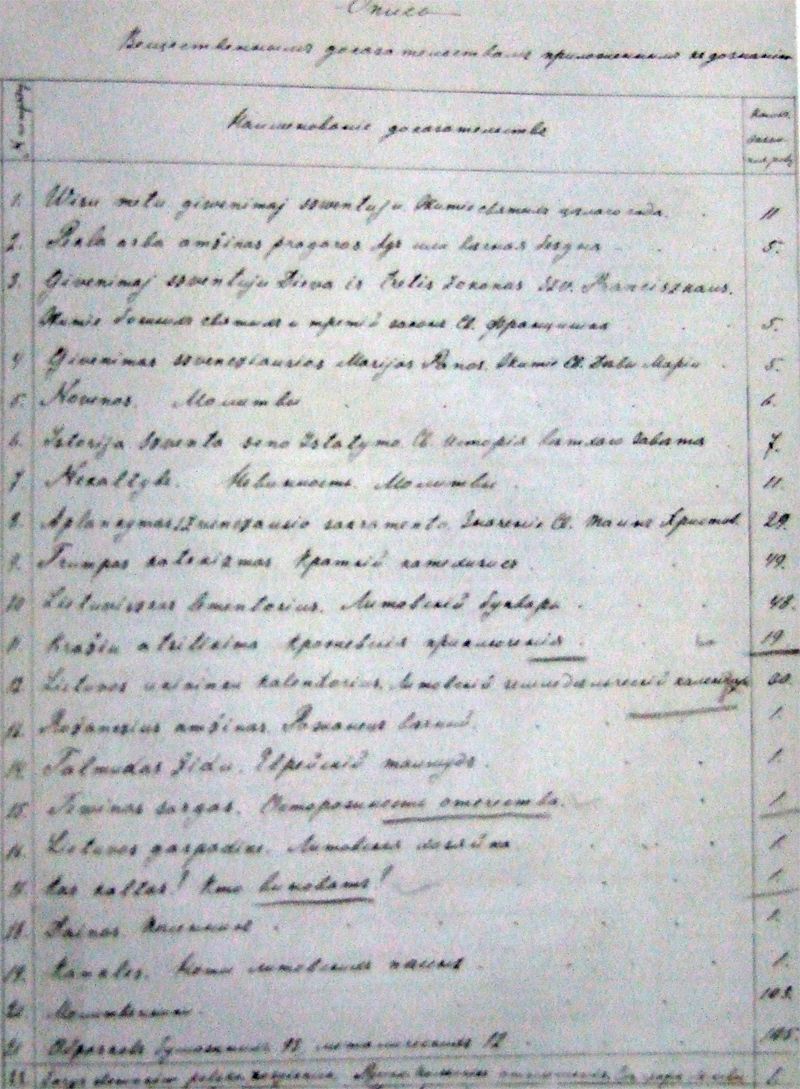
Az 1897-ben elkobzott könyvek listája

A Knygnešiai (jelentése kb. könyvhozók/könyvcsempészek) litván nemzeti jelenség, kulturális ellenállás volt 1864 és 1904 között az országnak az Orosz Birodalomhoz tartozó részén.

## A mozgalom születése
Az 1863–64-ben vérbe fojtott lengyel–litván felkelés után a cári kormány elhatározta, hogy oroszosítja a litván népet. 1864-ben a főkormányzó rendeletére cirill betűs tankönyvekből kellett tanulni az elemi iskolákban. 1865-ben megtiltották a latin betűs sajtót és könyvkiadást. Azt remélték, hogy a cirill írás hozzászoktatja a litvánokat az orosz nyelvhez, és ez idővel etnikai identitásuk gyengüléséhez, illetve elvesztéséhez fog vezetni. A tiltás azonban erősítette az emberek nemzeti öntudatát. A vallási közösségek a cirill betűs könyvekben, folyóiratokban a katolicizmus elleni támadást látták.
A Porosz Királyság fennhatósága alá tartozó Kis-Litvániában nagy lélekszámú litván közösség élt. 1867-ben Motiejus Valančius, Kaunas katolikus érseke kezdte szervezni és finanszírozni a latin betűs litván könyvek nyomtatását Kis-Litvániában, amelyeket becsempésztek az országba. Kezdetben a vallással kapcsolatos írások érkeztek, de később hazafias és politikai témájú  könyveket és folyóiratokat is behoztak. Az orosz kormány eleinte nem járt el túl szigorúan a csempészekkel szemben, sőt nyilvános tüntetéseket is engedélyezett, és néhány latin ábécés kiadvány is megjelenhetett. Ingyen osztottak cirill betűs könyveket. Az ellenállás azonban egyre nagyobb lett, és a büntetés keményebb. A porosz–litván határ mentén három sor katona állt őrt, és rálőttek arra, aki nem állt meg. Az elfogott könyvcsempészeket 1–5 éves börtönbüntetésre, vagy 3–5 éves szibériai száműzetésre ítélhették. Az elnyomó intézkedések ellenére is folytatódott a könyvek behozatala. Az utolsó években 30–40 ezer könyvet hoztak be, és ennek kb. egyharmadát elkobozták. Az orosz kormányzat végre belátta, hogy hiba volt a tilalom, mert a litván nacionalizmus újbóli fellángolását eredményezte. 1904-ben az orosz–japán háború hatására pacifikálni akarták a birodalom kisebbségi népeit, és újra engedélyezték a nemzeti könyvnyomtatást.
A Knygnešiai napját március 16-án ünneplik Litvániában. Ezen a napon született Jurgis Bielinis, aki titkos hálózatot épített ki a könyvek behozatalára. Kaunasban, a Vytautas litván nagyfejedelemről elnevezett Vytautas Hadtörténeti Múzeum parkjában emlékfalat avattak 1997-ben, s amelyre felvésték a hazafias könyvcsempészek nevét.